# フーゼスターンの年代記
『フーゼスターンの年代記』（フーゼスターンのねんだいき、Khuzestan Chronicle）は、ネストリウス派キリスト教徒の7世紀について記述する年代記。発見者の名前にちなんで『グイディの年代記』（Guidi's Chronicle）とも呼ばれている。著者不明。シリア語で書かれている。サーサーン朝のホルミズド4世による治世の時代（579年-589年）から、7世紀中葉のアラブによる征服の時代までを扱っている。サーサーン朝末期にあたるこの時代について記述した史料がほかに存在しないため、極めて重要な史料になっている。

## 発見
年代記は14世紀に筆写された写本が、イラク北部のクーシュ（エルコシュ）村郊外にあるラッバーン・ホルミズド修道院に保管されていた（写本識別子: olim Alqosh ms 169）。のちに西洋の図書館に納めるための影写本が制作された。イタリアの図書館に所蔵されていた影写本、整理番号が Borgianus syriacus 82 と Vaticanus syriacus 599 とされたコピーのうち、Borgianus syriacus 82 を調査した東洋学者のイグナツィオ・グイディが年代記の存在を認識、つまり年代記を発見した。グイディはストックホルムとクリスチャニアで開催された第8回国際東洋学者会議（1889年）で年代記の発見を発表、さらに、ラテン語への翻訳を1903年に公刊した。

## 内容
年代記はおおむね時系列に沿って並べられた歴史的な事件に関する短い叙述からなり、取り扱う事件は教会圏内の出来事のみならず俗界の出来事も含む。年代記には「聖界の歴史と俗界の歴史から抜粋したエピソード集」というタイトルが付されており、東方シリア教会の大規模な宗教書文献群である東方シリア教会聖伝集 collection of East Syriac Canon Law （写本識別子: Baghdad, Chaldean Monastery 509）から抜き取られた一部であることを示している。
『グイディの年代記』は発見者の名にちなんだ呼び名であるが、『フーゼスターン年代記』Khuzestan Chronicle あるいは『フーゼスターンの年代記』the Chronicle of Khuzestan という呼び名はこの年代記がフーゼスターン地方の出来事を中心に扱っていることが理由である。「俗界の歴史」として記録されている出来事としては、ホルミズド4世（在位579年-589年）統治下に起きたバフラーム・チョービンの反乱から、7世紀中葉のアラブ人によるペルシア帝国の征服までに生じた数々の出来事を扱っている。フーゼスターン地方の町シューシュタルにおけるペルシア帝国の将軍ホルモザーンによるアラブ人への抵抗運動と、町の陥落について記述があり、アラブ人の住む町やカァバについての記述もある。

## 著者
著者は不明だが高位聖職者のだれかであることは明らかである。手がかりも多く、遅くとも660年には執筆が始められていたと考えられる。ピエール・ノタンはメルヴ司教区のエリアス Elias という名の司教ではないかと推測している。ただし、年代記の末尾の節のいくつかは、年代記の大部分とは異なる、別の者が書いているようである。しかしこの部分こそが、客観的史料に乏しい勃興期のイスラームの共同体を第三者の視点から記述しているという点で、歴史学の観点からは重要である。

## 発展資料
- G.B. Teule, Herman (2010). “The chronicle of Khuzistan”. In Thomas, David. Christian-Muslim Relations 600 - 1500. Brill Online
- Ginkel, Jan van; Riedel, Meredith. "Khuzistan Chronicle". In Dunphy, Graeme; Bratu, Cristian (eds.). Encyclopedia of the Medieval Chronicle. Brill Online.